# Вівтар Перемоги

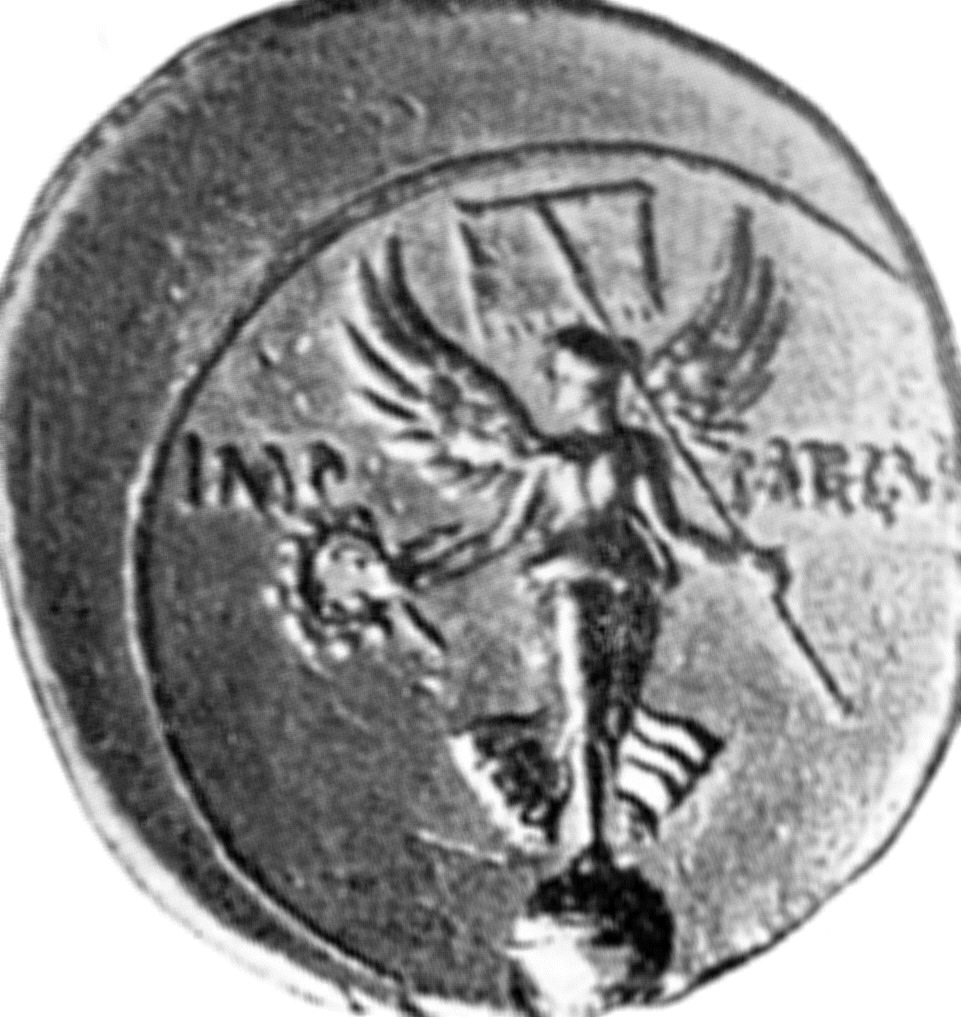
Статуя Перемоги на монеті, випущеній за часів правління Октавіан Август, відповідає її опису Пруденція.

«Вівтар Перемоги» (лат. Ara Victoriae) статуя яка була розташована в будівлі римського сенату (Курія Юлія) і мала вид (форму) статуї римської богині Вікторія (Перемоги). «Вівтар Перемоги»був встановлений римським правителем Октавіан Август у 29 році до нашої ери на честь поразки свого політичного супротивника Марк Антоній та його союзниці Клеопатри в битві при Акції.

## Історія
Статуя була захоплена військами римської республіки у 272 році до нашої ери під час «Піррової війни» і спочатку була зображенням грецької богині Ніки (Перемоги). Вона зображувала крилату богиню, яка тримала пальмову гілку та спускалася, щоб подарувати лавровий вінок.
Так одни з сучасних історикив розмірковує над важливістю вівтаря та статуї:
Біля цього «Вівтаря Перемоги» сенатори спалювали ладан, щорічно молилися за добробут імперії, складали присяги та давали обіцянки після сходження на престол кожного нового Римського імператора. Таким чином, статуя стала одним із найважливіших зв'язків між Римською імперією та римською релігією, а також відчутним нагадуванням про велике минуле Риму та його надії на майбутнє.

## Видалення
«Вівтаря Перемоги» був вилучений з курії римського сенату під час правління римського імператора Констанцієм II у 357 році. Пізніше «Вівтаря Перемоги» був відновлений в часи правління римського імператора Юліана Флавія, який був єдиним римським імператором, що дотримувався давньоримської релігії, оскільки після навернення в Християнства Костянтина I, майже всі наступні  римські імператори були християнами. «Вівтаря Перемоги» знову був вилучений з будівлі римського сенату під час правління Граціаном у 382 році.
Після смерті Граціана, Квінт Аврелій Сіммах, сенатор і префект Риму, який прагнув зберегти стародавні релігійні традиції Римської держави, у 384 році написав новому римському імператору Валентиніану II листа з проханням про відновлення «Вівтаря Перемоги». В імператорському дворі в Мілані молодий імператор Валентиніан II відхилив прохання. Амвросій, єпископ Мілана, успішно переконав римського імператора Валентиніана відмовити у проханні зберегти «Вівтаря Перемоги».  Однак Амвросій Медіоланський не був головною особою, яка стояла за резолюцією про видалення «Вівтаря Перемоги», хоча й брав участь у дебатах.
Подальші петиції до римського імператора про відновлення «Вівтаря Перемоги» були відхилені в 391 році указом римського імператора Феодосія I, який мав на меті забезпечити, щоб християнство стало єдиною релігією, що сповідується в Римській Імперії. «Вівтаря Перемоги» був відновлений римським узурпатором Євгенієм під час його короткочасного правління (392–394), відповідно до «Життя Амвросія» написаного Павліном Міланським.
У 403 році відатний римський поет Клавдіан згадував, що статуя перемоги (якщо не вівтар) тоді знаходилася в будівлі Сенату. Шерідан стверджує: «Дехто вважає, що переміщення та реставрація стосуються як Вівтаря Перемоги, так і Статуї Перемоги. Інші вважають, що Статую ніколи не переносили з місця. У давніх авторів немає жодної інформації про те, що сталося зі Статую, коли «Вівтаря Перемоги» було перенесено, і впевненість у цьому питанні недосяжна».
Шерідан далі припускає, що «доля Вівтаря Перемоги та Статуї Перемоги була остаточно вирішена законом 408 року проти язичницьких статуй», посилаючись на Кодекс Феодосіяна XVI, 10, 19.

## Нотатки
1. ↑  Prudentius, Contra Symmachum 2.
2. ↑  Rev. James J. Sheridan, "The Altar of Victory—Paganism's Last Battle" (hereafter Sheridan), p 187.
3. ↑  Symmachus, Relation III
4. ↑  Ambrose, Epistles XVII and XVIII
5. ↑  Ambrose Epistles 57.2
6. ↑  Claud. VI Cons. Hon. 636.
7. ↑  Sheridan, p. 206.
8. ↑  Sheridan, p. 206.